# Дель Дин, Даниэла
Даниэла Дель Дин (итал. Daniela Del Din; 29 сентября 1969 года, Сан-Марино) — стрелок, выступающая в дисциплине трап и представляющая Сан-Марино, бронзовый призёр Чемпионата мира 2007 года, чемпионка Средиземноморских игр 2009 года.

## Карьера
Даниэла Дель Дин начала заниматься стрельбой в возрасте 16 лет. В 1989 году она стала первой представительницей Сан-Марино, которая приняла участие в Чемпионате мира по стендовой стрельбе, проходившем в итальянском городе Монтекатини и заняла в этих соревнованиях четвёртое место. Но вскоре Дель Дин оставила спорт и сосредоточила своё внимание на личной жизни и образовании.
В 2005 году спортсменка решила возобновить свои выступления в стендовой стрельбе. На Средиземноморских играх в Альмерии в 2005 году она завоевала бронзовую награду.
На Чемпионате мира 2007 года в Никосии Дель Дин выиграла бронзу в дисциплине трап, уступив только китаянке Лю Инцзы и Деборе Джелисио из Италии.
На Олимпийских играх 2008 года в Пекине Даниэле доверили нести флаг своей страны на церемонии открытия Олимпиады. В личных соревнованиях на главном старте четырёхлетия она показала пятнадцатый результат.
В 2009 году на Средиземноморских играх в Пескаре она завоевала золотую медаль в дисциплине трап.